# Ngô Nhĩ Cổ Đại
Ngô Nhĩ Cổ Đại (tiếng Mãn: ᡠᡵᡤᡡᡩᠠᡳ, Möllendorff: Urgūdai , hoặc tiếng Mãn: ᡠᠯᡥᡡᡩᠠ, Möllendorff: Ulhūda, giản thể: 吴尔古代; phồn thể: 吳爾古代; bính âm: Wúěrgǔdài), cũng dịch thành "Ngột Nhi Hốt Thái" (兀兒忽太), "Ô Nhĩ Cố Đại" (烏爾古岱), là con trai của Mạnh Cách Bố Lộc, là Cáp Đạt Bối lặc cuối cùng.

## Cuộc đời
Năm Vạn Lịch thứ 27 (1599), tháng 9, Thái Tổ suất binh đánh Cáp Đạt bộ, Bộ trưởng của bộ này là Mạnh Cách Bố Lộc cùng con trai là Ngô Nhĩ Cổ Đại đều bị bắt. Vì dòng dõi từ Hỗ Luân quốc Na Lạp thị, cùng Ô Lạp Na Lạp thị thuộc về hai chi Na Lạp thị cổ xưa nhất, nên Thái Tổ có ý kết thân, chỉnh đốn và làm yên lòng Cáp Đạt bộ. Thái Tổ nguyên bản là muốn đem Mãng Cổ Tế cho Mạnh Cách Bố Lộc, còn muốn Mạnh Cách Bố Lộc tiếp tục làm Bộ trưởng của Cáp Đạt bộ, kết quả năm ấy Mạnh Cách Bố Lộc nhân tội bị ban chết.
Năm Vạn Lịch thứ 29 (1601), tháng 1, Nỗ nhĩ Cáp Xích gả con gái là Mãng Cổ Tế (莽古濟) cho Ngô Nhĩ Cổ Đại. Đồng thời, tin Mạnh Cách Bố Lộc chết truyền đến triều đình nhà Minh, Minh Thần Tông tuyên dụ Kiến Châu, nghiêm trách việc Nỗ Nhĩ Cáp Xích ý đồ thôn tính Cáp Đạt, giết Mạnh Cách Bố Lộc. Nỗ Nhĩ Cáp Xích tỏ vẻ tuân theo tuyên dụ, một lòng nghe theo Đại Minh, nguyện ý thả về thứ tử của Mạnh Cách Bố Lộc là Cách Bả Khố cùng 120 hộ dân, lại phái người đến thăm hỏi và bảo vệ Ngô Nhĩ Cổ Đại. Mà Diệp Hách Bối lặc Nạp Lâm Bố Lộc cũng đã trả lại 60 đạo sắc thư ban đầu. Nỗ Nhĩ Cáp Xích liền sai người đưa Ngô Nhĩ Cổ Đại về Cáp Đạt làm Bối lặc. Nhưng Diệp Hách Bối lặc là Nạp Lâm Bố Lộc nghe tin, liên hiệp với các bộ Mông Cổ đến cướp phá Cáp Đạt. Không lâu sau, Cáp Đạt gặp nạn đói, Ngô Nhĩ Cổ Đại khốn cùng đành phải nương nhờ Kiến Châu. Nỗ Nhĩ Cáp Xích thừa cơ đem Cáp Đạt chính thức diệt vong. Từ đó, Ngô Nhĩ Cổ Đại trở thành chiến tướng dưới tay Nỗ Nhĩ Cáp Xích.
Vốn là, Nỗ Nhĩ Cáp Xích từng gả con gái của Thư Nhĩ Cáp Tề cho em trai Ngô Nhĩ Cổ Đại là Mạc Lạc Hồn (莫洛浑). Ngô Nhĩ Cổ Đại vốn bất thiện, lại nuôi dưỡng em trai, Mạc Lạc Hồn áo cơm không đủ, rất hận anh trai. Thạc Thác cũng chịu khổ vì sự ngược đãi của cha là Đại Thiện. Năm Thiên Mệnh thứ 5 (1620), tháng 9, Thạc Thác, Mạc Lạc Hồn cùng với con trai Thư Nhĩ Cáp Tề là Trai Tang Cổ (斋桑古) âm mưu chạy trốn, đầu phục vào nhà Minh. Ngày 13, Nỗ Nhĩ Cáp Xích biết tin, gọi Ngô Nhĩ Cổ Đại đến hỏi. Ngô Nhĩ Cổ Đại nói:
| “ | 我也不相信我弟莫洛浑夫妇. 他们全不考虑家里的生活, 夫妻自己的人口中, 只知道浪费财物, 大吃大喝. 仅夫妻本身备作貂皮衣服各三四件. 妻作金的耳环, 颈圈, 手镯, 脚镯. 还在斋桑古家里昼夜喝烧酒, 杀牲畜设宴. 我不能保证弟不被引诱, 我不能约束他的心, 以后弟怀有什么恶意时, 不要以为我是兄, 与弟连坐 . Ngã dã bất tương tín ngã đệ mạc lạc hồn phu phụ. Tha môn toàn bất khảo lự gia lý đích sinh hoạt, phu thê tự kỷ đích nhân khẩu trung, chích tri đạo lãng phí tài vật, đại cật đại hát. Cận phu thê bản thân bị tác điêu bì y phục các tam tứ kiện. Thê tác kim đích nhĩ hoàn, cảnh quyển, thủ trạc, cước trạc. Hoàn tại Trai Tang Cổ gia lý trú dạ hát thiêu tửu, sát sinh súc thiết yến. Ngã bất năng bảo chứng đệ bất bị dẫn dụ, ngã bất năng ước thúc tha đích tâm, dĩ hậu đệ hoài hữu thập yêu ác ý thì, bất yếu dĩ vi ngã thị huynh, dữ đệ liên tọa. | ” |

Nỗ Nhĩ Cáp Xích lại muốn hỏi Trai Tang Cổ, chính là phái người đi tìm mới biết được hắn cùng Mạc Lạc Hồn, Thạc Thác đều không có nhà. Đợi đến đêm 3 người mới trở về, sau khi thẩm vấn, vợ chồng Mạc Lạc Hồn thừa nhận "thật có việc này"; Thạc Thác lại lập tức phủ nhận "Tuyệt không có việc này". Vì vậy, vợ chồng Mạc Lạc Hồn bị giết còn Trai Tang Cổ và Thạc Thác được thả ra.
Năm Thiên Mệnh thứ 6 (1621), tháng 3, Hậu Kim tấn công Liêu Dương, An Sơn, Hải Châu,... hơn 70 thành, quan dân đều cạo tóc quy thuận. Ngày 5 tháng 5, nghe dân địa phương Liêu Đông đều cạo tóc quy thuận, duy người dân Trấn Giang lại không chịu cạo tóc, lại còn giết sứ thần chiêu hàng. Ngô Nhĩ Cổ Đại theo lệnh của nhạc phụ Nỗ Nhĩ Cáp Xích, cùng Phủ Thuận Phó tướng Lý Vĩnh Phương suất 1000 binh đến khảo sát tình hình. Cuối cùng, Trấn Giang quy thuận, nghe lệnh cạo tóc, những người không chịu nghe theo đều bị bắt về cùng với vợ con, tổng cộng hơn ngàn người.
Năm thứ 7 (1622), Ngô Nhĩ Cổ Đại cùng với con trai là Ngạch Sâm Đức Lý tham gia trận Quảng Ninh, khởi hành từ Hạnh Sơn, ra ngoài được 15 dặm thì Ngạch Sâm Đức Lý té ngựa mà chết. Nỗ Nhĩ Cáp Xích nghe tin cháu ngoại mất, lệnh mỗi Ngưu lục phái 1 người, do Bối lặc Phí Dương Cổ và Bối lặc Nhạc Thác xuất lĩnh, đưa di thể về Liêu Đông, Nỗ Nhĩ Cáp Xích tự mình tiễn đưa.
Ngô Nhĩ Cổ Đại có lẽ mất vào năm Thiên Mệnh cuối cùng.

## Gia quyến

### Các thế hệ Cáp Đạt Quốc chủ
|  |  |                                                                 |                                                                 |                                                                 |                                                                 |                                                                 |                                                                 |  |  |                    |                    |                    |                    |                    |                    |  |  |                 |                 |                 |                 | Cáp Đạt Quốc chủ đời thứ 1 Minh triều Tháp Sơn Tiền vệ Đô ĐốcVương Đài |                                  |                                  |                                  |                                  |                                  |                    |                    |                                                       |                                                       |                                                       |                                                       |                                                       |                                                       |                                    |                                    |                                    |                                    |                    |                    |                    |                    |                    |                    |                                                                       |                                                                       |                                                                       |                                                                       |                                                                       |                                                                       |  |  |  |  |  |  |  |  |  |  |  |  |  |  |  |  |  |  |  |  |  |  |  |  |  |  |  |  |  |  |  |  |  |  |  |  |
|  |  |                                                                 |                                                                 |                                                                 |                                                                 |                                                                 |                                                                 |  |  |                    |                    |                    |                    |                    |                    |  |  |                 |                 |                 |                 |                                                                        |                                  |                                  |                                  |                                  |                                  |                    |                    |                                                       |                                                       |                                                       |                                                       |                                                       |                                                       |                                    |                                    |                                    |                                    |                    |                    |                    |                    |                    |                    |                                                                       |                                                                       |                                                                       |                                                                       |                                                                       |                                                                       |  |  |  |  |  |  |  |  |  |  |  |  |  |  |  |  |  |  |  |  |  |  |  |  |  |  |  |  |  |  |  |  |  |  |  |  |
|  |  |                                                                 |                                                                 |                                                                 |                                                                 |                                                                 |                                                                 |  |  |                    |                    |                    |                    |                    |                    |  |  |                 |                 |                 |                 |                                                                        |                                  |                                  |                                  |                                  |                                  |                    |                    |                                                       |                                                       |                                                       |                                                       |                                                       |                                                       |                                    |                                    |                                    |                                    |                    |                    |                    |                    |                    |                    |                                                                       |                                                                       |                                                                       |                                                                       |                                                                       |                                                                       |  |  |  |  |  |  |  |  |  |  |  |  |  |  |  |  |  |  |  |  |  |  |  |  |  |  |  |  |  |  |  |  |  |  |  |  |
|  |  | Quốc chủ đời thứ 2 Minh triều Tháp Sơn Tiền về Đô đốcHỗ Nhĩ Can | Quốc chủ đời thứ 2 Minh triều Tháp Sơn Tiền về Đô đốcHỗ Nhĩ Can | Quốc chủ đời thứ 2 Minh triều Tháp Sơn Tiền về Đô đốcHỗ Nhĩ Can | Quốc chủ đời thứ 2 Minh triều Tháp Sơn Tiền về Đô đốcHỗ Nhĩ Can | Quốc chủ đời thứ 2 Minh triều Tháp Sơn Tiền về Đô đốcHỗ Nhĩ Can | Quốc chủ đời thứ 2 Minh triều Tháp Sơn Tiền về Đô đốcHỗ Nhĩ Can |  |  | Tam Mã Ngốc 三马秃 | Tam Mã Ngốc 三马秃 | Tam Mã Ngốc 三马秃 | Tam Mã Ngốc 三马秃 | Tam Mã Ngốc 三马秃 | Tam Mã Ngốc 三马秃 |  |  | Cương Thực 纲实 | Cương Thực 纲实 | Cương Thực 纲实 | Cương Thực 纲实 | Cương Thực 纲实                                                        | Cương Thực 纲实                  |                                  |                                  | Na Mộc Thai 那木台               | Na Mộc Thai 那木台               | Na Mộc Thai 那木台 | Na Mộc Thai 那木台 | Na Mộc Thai 那木台                                    | Na Mộc Thai 那木台                                    |                                                       |                                                       | Quốc chủ đời thứ 4Mạnh Cách Bố Lộc                    | Quốc chủ đời thứ 4Mạnh Cách Bố Lộc                    | Quốc chủ đời thứ 4Mạnh Cách Bố Lộc | Quốc chủ đời thứ 4Mạnh Cách Bố Lộc | Quốc chủ đời thứ 4Mạnh Cách Bố Lộc | Quốc chủ đời thứ 4Mạnh Cách Bố Lộc |                    |                    | Khang Cổ Lỗ 康古鲁 | Khang Cổ Lỗ 康古鲁 | Khang Cổ Lỗ 康古鲁 | Khang Cổ Lỗ 康古鲁 | Khang Cổ Lỗ 康古鲁                                                    | Khang Cổ Lỗ 康古鲁                                                    |                                                                       |                                                                       |                                                                       |                                                                       |  |  |  |  |  |  |  |  |  |  |  |  |  |  |  |  |  |  |  |  |  |  |  |  |  |  |  |  |  |  |  |  |  |  |  |  |
|  |  | Quốc chủ đời thứ 2 Minh triều Tháp Sơn Tiền về Đô đốcHỗ Nhĩ Can | Quốc chủ đời thứ 2 Minh triều Tháp Sơn Tiền về Đô đốcHỗ Nhĩ Can | Quốc chủ đời thứ 2 Minh triều Tháp Sơn Tiền về Đô đốcHỗ Nhĩ Can | Quốc chủ đời thứ 2 Minh triều Tháp Sơn Tiền về Đô đốcHỗ Nhĩ Can | Quốc chủ đời thứ 2 Minh triều Tháp Sơn Tiền về Đô đốcHỗ Nhĩ Can | Quốc chủ đời thứ 2 Minh triều Tháp Sơn Tiền về Đô đốcHỗ Nhĩ Can |  |  | Tam Mã Ngốc 三马秃 | Tam Mã Ngốc 三马秃 | Tam Mã Ngốc 三马秃 | Tam Mã Ngốc 三马秃 | Tam Mã Ngốc 三马秃 | Tam Mã Ngốc 三马秃 |  |  | Cương Thực 纲实 | Cương Thực 纲实 | Cương Thực 纲实 | Cương Thực 纲实 | Cương Thực 纲实                                                        | Cương Thực 纲实                  |                                  |                                  | Na Mộc Thai 那木台               | Na Mộc Thai 那木台               | Na Mộc Thai 那木台 | Na Mộc Thai 那木台 | Na Mộc Thai 那木台                                    | Na Mộc Thai 那木台                                    |                                                       |                                                       | Quốc chủ đời thứ 4Mạnh Cách Bố Lộc                    | Quốc chủ đời thứ 4Mạnh Cách Bố Lộc                    | Quốc chủ đời thứ 4Mạnh Cách Bố Lộc | Quốc chủ đời thứ 4Mạnh Cách Bố Lộc | Quốc chủ đời thứ 4Mạnh Cách Bố Lộc | Quốc chủ đời thứ 4Mạnh Cách Bố Lộc |                    |                    | Khang Cổ Lỗ 康古鲁 | Khang Cổ Lỗ 康古鲁 | Khang Cổ Lỗ 康古鲁 | Khang Cổ Lỗ 康古鲁 | Khang Cổ Lỗ 康古鲁                                                    | Khang Cổ Lỗ 康古鲁                                                    |                                                                       |                                                                       |                                                                       |                                                                       |  |  |  |  |  |  |  |  |  |  |  |  |  |  |  |  |  |  |  |  |  |  |  |  |  |  |  |  |  |  |  |  |  |  |  |  |
|  |  |                                                                 |                                                                 |                                                                 |                                                                 |                                                                 |                                                                 |  |  |                    |                    |                    |                    |                    |                    |  |  |                 |                 |                 |                 |                                                                        |                                  |                                  |                                  |                                  |                                  |                    |                    |                                                       |                                                       |                                                       |                                                       |                                                       |                                                       |                                    |                                    |                                    |                                    |                    |                    |                    |                    |                    |                    |                                                                       |                                                                       |                                                                       |                                                                       |                                                                       |                                                                       |  |  |  |  |  |  |  |  |  |  |  |  |  |  |  |  |  |  |  |  |  |  |  |  |  |  |  |  |  |  |  |  |  |  |  |  |
|  |  | Quốc chủ đời thứ 3 Minh triều Tháp Sơn Tiền vệ Đô đốcĐại Thiện  | Quốc chủ đời thứ 3 Minh triều Tháp Sơn Tiền vệ Đô đốcĐại Thiện  | Quốc chủ đời thứ 3 Minh triều Tháp Sơn Tiền vệ Đô đốcĐại Thiện  | Quốc chủ đời thứ 3 Minh triều Tháp Sơn Tiền vệ Đô đốcĐại Thiện  | Quốc chủ đời thứ 3 Minh triều Tháp Sơn Tiền vệ Đô đốcĐại Thiện  | Quốc chủ đời thứ 3 Minh triều Tháp Sơn Tiền vệ Đô đốcĐại Thiện  |  |  |                    |                    |                    |                    |                    |                    |  |  |                 |                 |                 |                 | Quốc chủ cuối cùngNgô Nhĩ Cổ Đại                                       | Quốc chủ cuối cùngNgô Nhĩ Cổ Đại | Quốc chủ cuối cùngNgô Nhĩ Cổ Đại | Quốc chủ cuối cùngNgô Nhĩ Cổ Đại | Quốc chủ cuối cùngNgô Nhĩ Cổ Đại | Quốc chủ cuối cùngNgô Nhĩ Cổ Đại |                    |                    | Minh triều Trung quân Đô đốc phủ Tổng binhKhắc Bả Khố | Minh triều Trung quân Đô đốc phủ Tổng binhKhắc Bả Khố | Minh triều Trung quân Đô đốc phủ Tổng binhKhắc Bả Khố | Minh triều Trung quân Đô đốc phủ Tổng binhKhắc Bả Khố | Minh triều Trung quân Đô đốc phủ Tổng binhKhắc Bả Khố | Minh triều Trung quân Đô đốc phủ Tổng binhKhắc Bả Khố |                                    |                                    | Mạc Lạc Hồn 莫洛浑                 | Mạc Lạc Hồn 莫洛浑                 | Mạc Lạc Hồn 莫洛浑 | Mạc Lạc Hồn 莫洛浑 | Mạc Lạc Hồn 莫洛浑 | Mạc Lạc Hồn 莫洛浑 |                    |                    | Thanh triều Nhất đẳng Khinh xa Đô uý kiêm Nhất vân Kỵ uýNiếp Khắc Sắc | Thanh triều Nhất đẳng Khinh xa Đô uý kiêm Nhất vân Kỵ uýNiếp Khắc Sắc | Thanh triều Nhất đẳng Khinh xa Đô uý kiêm Nhất vân Kỵ uýNiếp Khắc Sắc | Thanh triều Nhất đẳng Khinh xa Đô uý kiêm Nhất vân Kỵ uýNiếp Khắc Sắc | Thanh triều Nhất đẳng Khinh xa Đô uý kiêm Nhất vân Kỵ uýNiếp Khắc Sắc | Thanh triều Nhất đẳng Khinh xa Đô uý kiêm Nhất vân Kỵ uýNiếp Khắc Sắc |  |  |  |  |  |  |  |  |  |  |  |  |  |  |  |  |  |  |  |  |  |  |  |  |  |  |  |  |  |  |  |  |  |  |  |  |

### Thê thiếp
- Mãng Cổ Tế (莽古濟, 1590 - 1635), Hoàng nữ thứ 3 của Nỗ Nhĩ Cáp Xích. Sinh Ngạch Sâm Đức Lý và 2 con gái. Năm Thiên Thông thứ 3 (1629), tái giá với Tác Nặc Mộc Đỗ Lăng thuộc Ngao Hán bộ Bác Nhĩ Tế Cát Đặc thị.

### Hậu duệ

#### Con trai
1. Trưởng tử: Ngạch Sâm Đức Lý (额森德里).

#### Con gái
1. Trưởng nữ: A Mộc Sa Lễ (阿木沙礼, 1599 - ?), mẹ là Mãng Cổ Tế. Gả cho Nhạc Thác làm Kế Phúc tấn.
2. Thứ nữ (1610 - 1635), mẹ là Mãng Cổ Tế. Gả cho Hào Cách làm Đích Phúc tấn.